# Neptuns Datter
Neptuns Datter er en amerikansk stumfilm fra 1914 af Herbert Brenon.

## Medvirkende
- Annette Kellerman som Annette.
- William E. Shay som William.
- William Welsh som Neptune.
- Leah Baird som Olga.
- Mrs. Allen Walker.